# Johann Georg Bertram
Johann Georg Bertram (* 10. September 1670 in Lüneburg; † 2. August 1728 in Braunschweig) war ein deutscher lutherischer Theologe und Landeshistoriker.

## Leben und Wirken
Johann Georg Bertram, der Sohn eines Pastors, studierte in Helmstedt und Jena. Von 1695 bis 1697 war er Feldprediger in Brabant und wechselte dann in eine Tätigkeit als Pastor in Gifhorn. Von 1716 an wirkte er fünf Jahre als Pastor in der Braunschweiger Martinikirche, ehe ihm 1721 durch eine Zungenlähmung die Amtsfortführung verwehrt wurde. Er starb 1728.
Bertram verfasste mehrere, vorwiegend theologische und landesgeschichtliche Schriften. Von Bedeutung ist vor allem seine 1719 erschienene Arbeit über die Lüneburger Reformationsgeschichte. Das umfangreiche Werk (552 Seiten Text, 760 Seiten Dokumentenanhang)  wurde noch in der zweiten Hälfte des 19. Jahrhunderts als wichtige Grundlage für kirchen- und kulturgeschichtliche Forschungen zur Lüneburger Region herangezogen. Aus Bertrams Nachlass sind auch mehrere ungedruckte Manuskripte überliefert, die sich unter anderem der Kirchen- und Reformationsgeschichte des ganzen Lüneburger-Zellischen Landes widmen und für spätere wissenschaftliche Studien genutzt wurden.

## Werke (Auswahl)
- Exercitatio historica de urbe Avenione. 1691.
- Das Evangelische Lüneburg: Oder Reformations- und Kirchen-Historie der Alt-berühmten Stadt Lüneburg. Ludolph Schröder Buchhandlung, Braunschweig 1719.
- Das Leben Ernesti Hertzogs zu Braunschweig und Lüneburg. Ludolph Schröder Buchhandlung, Braunschweig 1719.
- Epistola, qua Polycarpo Lysero, quaestionem historico-ecclesiasticam. (ohne Verlags- oder Jahresangabe).